# اسفند ۱۳۸۹
اسفند ۱۳۸۹ دوازدهمین و آخرین ماه سال ۱۳۸۹ خورشیدی است.
آغاز آن یک‌شنبه: ‎۲ اسفند ۱۳۸۹ (۲۰ فوریه ۲۰۱۱) میلادی

مطابق با ۱۶ ربیع‌الاول ۱۴۳۲ قمری قرارادی می‌باشد.

## ۱ اسفند ۱۳۸۹
- تلاش دولتی برای سرکوب اعتراضات جنبش سبز در ۱ اسفند

جلوگیری نیروهای امنیتی دولت جمهوری اسلامی از تجمع معترضان در تظاهرات جنبش سبز در ۱ اسفند، باعث ایجاد «جزیره‌های» اعتراضی از چند صد معترض در شهرهای سنندج، زاهدان، رشت، مریوان، مهاباد، شیراز، اصفهان و تهران شد. اعتراض های ضدحکومتی در برخی نقاط به خشونت کشید و پلیس با گاز اشک‌آور و باتوم با معترضان برخورد کرد. تجمعات یکم اسفند به دنبال فراخوان شورای هماهنگی راه سبز اميد و فعالان مدنی برای بزرگ‌داشت هفتمين روز کشته شدن صانع ژاله و محمد مختاری در تظاهرات ۲۵ بهمن برگزار شد. رادیو فردا، یورونیوز فارسی
- زمین‌لرزه‌ای خفیف شهر تهران را لرزاند

زمین‌لرزه‌ای به شدت ۱.۴ ریشتر و و به عمق ۷ کیلومتر در ساعت ۱۴:۵۲ دقیقهْ امروز، شهر تهران را لرزاند. ایسنا
- دولت موقت تونس خواستار استرداد زین‌العابدین بن علی شد

## ۲ اسفند ۱۳۸۹
- حمله شبانه به منزل مهدی کروبی با پرتاب نارنجک صوتی

## ۳ اسفند ۱۳۸۹
- قذافی: قصد دارم همین‌جا «شهید» شوم

معمر قذافی بدون توجه به خواسته‌های معترضان و سربازان و سیاست‌مداران لیبی جهت کناره‌گیری از حکومت، در تلویزیون دولتی اعلام کرد: «قصد ندارم لیبی را ترک کنم و می‌خواهم همین‌جا به عنوان یک «شهید» بمیرم». رویترز
- حکومت لیبی در آستانه سقوط

معمر قذافی، رهبر لیبی در سحرگاه سه‌شنبه و اندکی پس از نیمه‌های شب به مدت ۲۰ ثانیه در تلویزیون دولتی ظاهر شد و گفت: «من در طرابلس هستم و نه در ونزوئلا». وی هم‌چنین رسانه‌های بین‌المللی را که اخبار مربوط به اعتراضات سراسری در لیبی را پوشش می‌دهند، «سگ» خواند. این در حالی‌ست که خلبانان دو هواپیمای جنگنده نیروی هوایی لیبی که دستور بمباران هوایی معترضان را داشتند، با فرود در فرودگاهی در مالت، درخواست پناهندگی کرده‌اند. هم‌چنین بسیاری وابستگان دیپلماتیک و سفیران لیبی در سراسر جهان در انتقاد به برخوردهای خونین و خشونت‌آمیز حاکمیت با مردم معترض، از مقام خود کناره‌گیری کرده‌اند. در رسانه‌ها تاکنون از سفارتخانه‌های لیبی در سازمان ملل متحد، لهستان، هند، اندونزی، چین، استرالیا، بنگلادش و مالزی نام برده شده‌است. دویچه‌وله فارسی، بی‌بی‌سی فارسی
- وقوع درگیری‌های تازه در پایتخت لیبی

نیروهای امنیتی و تظاهرکنندگان برای دومین شب متوالی در طرابلس، پایتخت لیبی با یک‌دیگر درگیر شده‌اند. با شتاب‌گرفتن ناآرامی‌ها و گسترش اعتراضات در سراسر لیبی، حاکمیت ۴۰ ساله سرهنگ معمر قذافی به خطر افتاده‌است. شاهدان عینی می‌گویند که جنگنده‌های نیروی هوایی لیبی در طرابلس به سوی تظاهرکنندگان شلیک کرده‌اند. بی‌بی‌سی فارسی، دویچه‌وله فارسی، یورونیوز فارسی، الجزیره انگلیسی
- بر اثر زلزله در نیوزیلند ۶۵ نفر کشته شدند

در اثر وقوع زلزله‌ای به قدرت شش و سه دهم در مقیاس ریش‌تر در شهر «کرایست‌چرچ» در جنوب نیوزیلند، دست کم ۶۵ نفر جان خود را از دست داده‌اند. بی‌بی‌سی فارسی
- تداوم اعتراضات مخالفان دولت یمن

درگیری مردم معترض یمن با نیروهای انتظامی و امنینی این کشور هم‌چنان ادامه دارد. امروز هم پلیس در شهر جنوبی عدن به روی مردم آتش گشود. در صنعا هزاران نفر به خیابان‌ها رفتند و خواستار برکناری علی عبدالله صالح، رئیس‌جمهور آن کشور شدند که ۳۲ سال است، بر یمن حکومت می‌کند. دویچه‌وله فارسی، یورونیوز فارسی
- بیانیه شدیدالحن دکتر عبدالکریم سروش

## ۴ اسفند ۱۳۸۹
- شورای امنیت سرکوب معترضان در لیبی را محکوم کرد

شورای امنیت سازمان ملل متحد سرکوب معترضان در لیبی را محکوم کرده و خواهان آن شده‌است که حکومت معمر قذافی به «درخواست‌های مشروع» مردم رسیدگی کند. این بیانیه ساعاتی پس از آن صادر شد که معمر قذافی طی نطقی تلویزیونی بر مقابله جدی با مخالفان تاکید کرد. گزارش‌ها حاکی‌ست که نیروهای وفادار به سرهنگ قذافی کنترل چند شهر در شرق لیبی را از دست داده‌اند و تعداد بیشتری از مقام‌های دولتی حمایت خود را از مردم معترض اعلام کرده‌اند. بی‌بی‌سی فارسی، دویچه‌وله فارسی
- وزير کشور ليبی: نیروهای ارتش به مردم ملحق شوند / قذافی: طرفدارانم کشور را از دست «حشرات مضر» نجات دهند

به گزارش خبرگزاری رويترز، ژنرال عبدالفتاح يونس العبيدی، وزير کشور ليبی در اعتراض به سرکوب خونين و خشونت‌بار مردم، از سمت خود استعفا کرده و از ارتش لیبی خواسته به مردم ملحق شوند. در واکنش معمر قذافی در يک سخنرانی تلويزيونی گفت که «مقام رياست‌جمهوری را در اختيار ندارد که استعفا دهد، زیرا که رهبر انقلاب ليبی است و تا ابد در اين مقام باقی خواهد ماند.» وی هم‌چنین از طرفداران رژیم خود خواست که به خيابان‌ها آمده و کشور را از دست «حشرات مضر» نجات دهند. رادیو فردا
- سنگال با ایران قطع رابطه کرد

پس از مدت‌ها کشمکش دیپلماتیک، دولت سنگال با طرح اتهام ارسال اسلحه از ایران به شورشیان جدایی‌طلب در جنوب سنگال، روابط دیپلماتیک خود با جمهوری اسلامی ایران را به صورت یک‌جانبه قطع کرد. بی‌بی‌سی فارسی، دویچه‌وله فارسی
- ناوهای ایرانی از کانال سوئز گذشتند

## ۵ اسفند ۱۳۸۹
- وضعیت امنیتی در شهر تهران

وبسایت های جنبش سبز و شاهدان عینی از استقرار نیروهای امنیتی در میدان‌ها و مراکز اصلی تهران خبر داده اند و همزمان اعلام شده است، که وزیر اطلاعات ایران امشب در برنامه‌ای تلویزیونی درباره حوادث روزهای اخیر سخن خواهد گفت. در گزارش‌های آمده وضعیت تهران «پادگانی» خوانده شده‌است. بی‌بی‌سی فارسی رادیو فردا دیچه‌وله فارسی
- تلاش معمر قذافی برای حفظ تسلط بر غرب لیبی

با گسترش اعتراض‌های مخالفان حکومت در لیبی، سرهنگ معمر قذافی برای حفظ تسلط خود بر پایتخت و مناطق غربی این کشور به شدت در حال تلاش است. گزارش‌های منابع خبری حاکی از خالی‌بودن خیابان‌ها در طرابلس، پایتخت لیبی و حضور سنگین هواداران مسلح حکومت است. مخالفان معمر قذافی هم‌زمان با تحکیم مواضع خود در مناطق شرقی لیبی، در حال مبارزه برای تسلط بر شهرهای زاویه، مصراته و صبراته در غرب این کشور هستند. بی‌بی‌سی فارسی، دویچه‌وله فارسی
- انتقاد شدید وزیر امور خارجه آمریکا از سرکوب مخالفان در ایران

هیلاری کلینتون، وزیر امور خارجه ایالات متحده آمریکا از سرکوب «وحشیانه» مخالفان دولت ایران به وسیله حکومت این کشور انتقاد کرده‌است. وی هم‌چنین «شجاعت» تظاهرکنندگان ایرانی را تحسین کرد. هیلاری کلینتون با اشاره به موضع‌گیری دولت ایران در قبال رخدادهای منطقه گفت: «برای دنیا آشکار است که حکومت ایران شهروندان خود را از همان حقوق اولیه‌ای منع می‌کند که به کارگیری آن را در سایر مناطق خاورمیانه تشویق می‌کند». بی‌بی‌سی فارسی، دویچه‌وله فارسی، رادیو فردا
- آمریکا، فرمانده نیروی مقاومت بسیج و دادستان تهران را تحریم کرد

دولت باراک اوباما، محمدرضا نقدی، فرمانده بسیج و عباس جعفری دولت‌آبادی، دادستان تهران را به اتهام «نقض جدی حقوق بشر مردم ایران پس از انتخابات ریاست جمهوری خرداد ۱۳۸۸ و برای «هم‌بستگی با قربانیان شکنجه، سرکوب و بازداشت‌های خودسرانه» در ایران تحریم کرد. بی‌بی‌سی فارسی، دویچه‌وله فارسی
- وزارت امور خارجه ایران: «اقدام سنگال در قطع روابط خود با ایران غیرمنطقی است»

وزارت امور خارجه ایران پس از آن‌که دولت سنگال با طرح اتهام ارسال اسلحه از ایران به شورشیان جدایی‌طلب در جنوب سنگال، روابط دیپلماتیک خود را با ایران قطع کرد، بیانیه‌ای منتشر کرده و در آن این اقدام سنگال را بدون دلیل و غیر منطقی خواند. بی‌بی‌سی فارسی
- تیم ملی کشتی آمریکا در ایران

## ۶ اسفند ۱۳۸۹
- قذافی قرص‌های روان‌گردان و القاعده را مسبب خشونت‌ها دانست

معمر قذافی، رهبر لیبی، در بحبوحه قیام و اعتراضات سراسری و در حالی که کنترل بخش بزرگی از کشورش را از دست داده، با مردم لیبی سخن گفته‌است. سرهنگ قذافی اسامه بن لادن رهبر شبکه القاعده، را بانی خشونت‌های اخیر در لیبی دانست و ادعا کرد که «افراد ناشناس به جوانان لیبی مواد مخدر و قرص‌های روان‌گردان داده‌اند». این در حالی‌ست که در طرابلس، پایتخت لیبی، ترس و وحشت حکم‌فرماست و سربازان و شبه‌نظامیان آفریقایی وفادار به سرهنگ قذافی در همه جای شهر حضور دارند. در همین حال، سازمان ملل متحد تواقفنامه‌ای را که بر اساس آن عایشه قذافی، تنها دختر رهبر لیبی، سفیر حسن نیت این سازمان شده بود را لغو کرد. بی‌بی‌سی فارسی، الجزیره انگلیسی
- فضاپیمای دیسکاوری برای آخرین‌بار به فضا پرتاب شد

فضاپیمای دیسکاوری برای آخرین‌بار از پایگاه فضایی کندی به فضا پرتاب شد. ماموریت فضاپیمای دیسکاوری ۱۱ روز به طول خواهد انجامید که طی آن یک اتاقک تازه ذخیره مواد و یک روبات پیشرفته را تحویل ایستگاه فضایی بین‌المللی خواهد داد. بی‌بی‌سی فارسی
- نگرانی فرزندان موسوی و کروبی از وضعيت پدر و مادرشان

## ۷ اسفند ۱۳۸۹
- مخالفان حکومت ایران، ۱۰ اسفند راهپیمایی می‌کنند

شورای هماهنگی راه سبز امید، با انتشار چهارمین بیانیه خود از هواداران «جنبش سبز» دعوت کرد در اعتراض به حصر خانگی میرحسین موسوی و مهدی کروبی روز سه شنبه دهم اسفند (مصادف  با شب تولد میرحسین موسوی) از میدان امام حسین تا میدان آزادی در تهران و میدان‌های اصلی شهرستان‌ها حضور یابند. این شورا هشدار داده در صورتی که حکومت ایران، «صدای اعتراضات را نشنود» و حصر و زندان خانگی «غیرقانونی» رهبران ادامه پیدا کند، مخالفان ۲۴ اسفند جاری نیز «تجمعات اعتراضی غیرمتمرکز» در سراسر ایران برگزار می‌کنند. «شورای هماهنگی راه سبز امید» که پس از بازداشت خانگی میرحسین موسوی و مهدی کروبی، دو تن از رهبران مخالفان دولت، مسئولیت هماهنگی حرکت‌های جنبش موسوم به سبز را بر عهده گرفت، دو روز پیش نیز از «تحصن، اعتصاب، تحریم و مقاومت مدنی» پشتیبانی کرده بود. رادیو فردا، رادیو زمانه
- آژانس بین‌المللی انرژی اتمی: «ایران می‌خواهد سوخت نیروگاه بوشهر را تخلیه کند»

## ۸ اسفند ۱۳۸۹
- شورای امنیت معمر قذافی را تحریم کرد

شورای امنیت سازمان ملل متحد، معمر قذافی رهبر لیبی، پنج تن از فرزندان او و ده نفر از مشاوران نزدیک او را تحریم کرد. این شورا هم‌چنین خواهان محاکمه معمر قذافی در دیوان بین‌المللی کیفری شده‌است. هر پانزده عضو شورای امنیت در نهایت بر سر ارجاع معمر قذافی به محکمه دائمی جنایت‌های جنگی به توافق رسیدند. بان کی‌مون، دبیر کل سازمان ملل متحد روز جمعه از شورای امنیت خواسته‌بود به سرعت و به طور قاطع در برابر سرکوب مخالفان و «نقض جدی حقوق بشر» در لیبی واکنش نشان دهد. بی‌بی‌سی فارسی
- ایران برنامه تخلیه سوخت نیروگاه بوشهر را تایید کرد

علی اصغر سلطانیه، نماینده ایران در آژانس بین‌المللی انرژی اتمی، گزارش مربوط به تخلیه سوخت نیروگاه هسته‌ای بوشهر را تایید کرده‌است. وی گفت: «براساس درخواست روسيه كه مسئول تكميل نيروگاه هسته‌ای بوشهر است، سوخت داخل قلب رآكتور اتمی برای انجام برخی آزمايش‌‌ها و اقدامات فنی برای مدتی از قلب راکتور خارج می‌شود». بی‌بی‌سی فارسی، دویچه‌وله فارسی
- محمد خاتمی خواستار پایان حصر خانگی موسوی و کروبی شد

محمد خاتمی، رئیس‌جمهور پیشین ایران، با انتقاد شدید از حصر خانگی مهدی کروبی و میرحسین موسوی، یک‌بار دیگر خواستار آزادی همه بازداشت‌شدگان رویدادهای پس از انتخابات ریاست‌جمهوری در ایران و پایان حصر رهبران مخالفان دولت شده‌است. رادیو فردا، بی‌بی‌سی فارسی، دویچه‌وله فارسی
- موارد اصلاحی قانون اساسی مصر آماده همه‌پرسی شد

## ۹ اسفند ۱۳۸۹
- وب‌سایت کلمه: موسوی و کروبی و همسرانشان در زندان حشمتیه هستند

وب‌سایت کلمه اعلام کرد، طبق اخبار موثق، میرحسین موسوی و مهدی کروبی، به همراه زهرا رهنورد و فاطمه کروبی دستگیر شده و در زندان حشمتیه زندانی‌اند. این وب‌سایت که نزدیک به میرحسین موسوی است، همچنین تصریح کرده است که حصر رهبران معترضان به دستور 
بیت رهبری صورت گرفته است. در همین حال، اردشیر امیرارجمند، مشاور ارشد موسوی، در گفت‌وگو با رادیو فردا اعلام کرد خبر اعلام شده موثق است و  زندانی شدن این چهار تن به دستور مقام‌های عالی‌رتبه جمهوری اسلامی صورت گرفته است. همچنین شورای هماهنگی راه سبز امید، از هواداران «جنبش سبز» دعوت کرده است در اعتراض به حصر میرحسین موسوی و مهدی کروبی روز سه‌شنبه دهم اسفند از میدان امام حسین تا میدان آزادی در تهران و میدان‌های اصلی شهرستان‌ها حضور یابند. رادیو فردا، بی بی سی
- انتقاد سه مرجع تقلید شیعیان از حصر رهبران مخالفان دولت ایران

در ادامه اعتراض‌ها به حصر میرحسین موسوی و مهدی کروبی، رهبران مخالفان حکومت ایران، آیت‌الله یوسف صانعی، آیت‌الله علی‌محمد دستغیب و آیت‌الله اسدالله بیات، از مراجع تقلید منتقد حکومت جمهوری اسلامی ایران، در بیانیه‌های جداگانه‌‎ای به این مسئله اعتراض کرده‌اند. میرحسین موسوی و همسرش زهرا رهنورد و مهدی کروبی و همسرش فاطمه کروبی از زمان تظاهرات ضدحکومتی ۲۵ بهمن تحت «حصر خانگی» قرار گرفته‌اند و گزارش‌ها در چند روز اخیر نیز حاکی از انتقال آن‌ها توسط مقامات امنیتی به مکانی نامعلوم است. بی‌بی‌سی فارسی، رادیو فردا
- در واکنش به اعتراض‌ها، نخست‌وزیر تونس و وزیر خارجه فرانسه استعفا دادند

محمد غنوشی، نخست‌وزیر تونس، حدود شش هفته پس از به عهده‌گرفتن این سمت، از مقامش استعفا داد. مخالفان دولت تونس، به دلیل ارتباط محمد غنوشی با دولت زین‌العابدین بن علی، رئیس‌جمهوری مخلوع این کشور، او را تحت فشار قرار داده بودند تا او هم استعفا بدهد. مقام نخست‌وزیری به باجی قائد السبسی سپرده شد. هم‌چنین میشل آلیوماری، وزیر امور خارجهٔ فرانسه به دلیل ارتباطات شخصی‌اش با خاندان بن علی از مقام خود استعفا داد. دویچه‌وله فارسی، بی‌بی‌سی فارسی، رادیو فردا
- قذافی: «آرامش بر لیبی حاکم است»

معمر قذافی که گفته می‌شود در پادگان «باب العزیر» در طرابلس پناه گرفته‌ است، در گفت‌وگو با یک شبکه تلویزیون صرب گفت که مخالفانش یک گروه قلیل محاصره‌شده هستند. وی هم‌چنین قطعنامهٔ شورای امنیت را «به‌کلی بی‌اعتبار» خواند. به گزارش خبرگزاری آلمان، معمر قذافی طی ۱۲ روز گذشته بخش بزرگی از مناطق زیر قدرت خود را از دست داده و در محاصرهٔ نیروهای مخالف است. وی فقط بر بخش‌هایی از پایتخت، طرابلس و شهر زادگاهش «سیرت» تسلط دارد. دویچه‌وله فارسی
- حسنی مبارک ممنوع‌الخروج شد

## ۱۰ اسفند ۱۳۸۹
- درگیری‌ها پس از تاریکی هوا در تهران و چند شهر ایران ادامه دارد

تجمع‌های اعتراضی روز سه‌شنبه ایران علاوه بر تهران در شهرهای اصفهان، شیراز، مشهد، تبریز، اهواز و سمنان گزارش شده‌است و گزارش‌های رسیده به نقل از شاهدان عینی، از ادامه درگیری‌های پراکنده در شهرهای مختلف ایران پس از تاریک‌شدن هوا و افزایش خشونت نیروهای امنیتی، شلیک گاز اشک‌آور و شنیده‌شدن صدای شلیک گلوله، در برخورد با معترضان حکایت می‌کنند. در اسلام‌شهر در جنوب غربی تهران و هم‌چنین در کارخانه کیان‌تایر توسط کارگران نیز تجمعات گسترده‌ای برگزار شد و شبکه‌های اجتماعی عکسی از پوستر نصب شده در بزرگراه نیایش تهران منتشر کرده‌اند که روی آن نوشته شده: «دیکتاتور به پایان سلام کن». در همین حال ویدیو‌های منتشر شده در وب‌گاه‌های خبری نشان از حضور پرتعداد معترضان در شهرهای مشهد، اصفهان و به ویژه شیراز دارد. خبرگزاری‌های رسمی جمهوری اسلامی در مورد اعتراضات روز سه‌شنبه سکوت اختیار کرده‌اند. بی‌بی‌سی فارسی، رادیو فردا
- شکل‌گیری تجمعات اعتراضی و حضور گسترده نیروی انتظامی در برخی مناطق شهر تهران

به گزارش شاهدان عینی تجمعات اعتراضی در نقاط مختلف تهران شکل گرفته‌است و معترضان شعارهایی را در حمایت از رهبران حصر شده مخالفان سر داده‌اند. همچنین تجمعات غیر متمرکز در تبریز از جمله در چهارراه آبرسان این شهر آغاز شده‌است و در میدان انقلاب تهران جمعیت کثیری از مردم متوقف شده‌اند و صدای بوق ممتد ماشین‌ها به نشانه اعتراض بلند است. گزارش متعددی به نقل از شاهدان مختلف می‌گوید هر لحظه جمعیت بیشتری به حاضران در میدان و خیابان‌های اطراف می‌پیوندند و در برخی نقاط نیروهای لباس شخصی به شدت با مردم درگیر شده‌اند. همچنین گزارشهای دیگری از تهران حاکی از حضور گسترده نیروهای انتظامی و پلیس در میادین اصلی شهر در روز سه شنبه‌است. بی‌بی‌سی فارسی، رادیو فردا، 
- واکنش دولت آمریکا و آلمان به بازداشت رهبران مخالفان در ایران

جی کارنی، سخنگوی کاخ سفید در ایالات متحده روز دوشنبه به خبرهای منتشر شده در خصوص بازداشت میرحسین موسوی و مهدی کروبی، دو رهبر مخالفان در ایران، واکنش نشان داده و ضمن «غیرقابل پذیرش» خواندن این بازداشت، خواهان آزادی آن‌ها شده‌است. به گزارش خبرگزاری آلمان، دولت آلمان روز دوشنبه نسبت به انتشار گزارش‌هایی درباره انتقال موسوی و کروبی به زندان ابراز نگرانی کرده و آنگلا مرکل  صدر اعظم این کشور، نیز تاکید کرده‌است، این گونه اقدام‌ها که با هدف ارعاب صورت گرفته‌است، مغایر حقوق بشر و حقوق شهروندی است. در مقابل رامین مهمانپرست سخنگوی وزارت خارجه ایران با متهم کردن کشورهای غربی به «فرافکنی»، این مسئله را داخلی خوانده و گفته که «هیچ کشوری اجازه ندارد در آن دخالت کند.» همچنین خبر می‌رسد، جمعی از فعالان سیاسی و مدنی ایرانی از جمله داریوش آشوری، عبدالعلی بازرگان، اسماعیل خویی، محسن کدیور و حسن یوسفی اشکوری، در نامه‌ای به دبیرکل سازمان ملل که روز سه‌شنبه منتشر شد ضمن آن که مسئولیت جان رهبران جنبش سبز را با حکومت جمهوری اسلامی دانسته‌اند خواستار لغو حصر خانگی آنها شده‌اند.بی‌بی‌سی فارسی، رادیو فردا، رادیو فردا
- قذافی: «همه مردم من عاشقم هستند»

معمر قذافی، رهبر لیبی در مصاحبه با کریستین امان‌پور از شبکه ای‌بی‌سی (ABC) وقوع اعتراضات در طرابلس را رد کرده و گفته‌است که مردم کشورش عاشقش هستند. سرهنگ قذافی هم‌چنین ادعا کرد که مردم لیبی برای حفاظت از او جان خود را فدا خواهند کرد. او باردیگر معترضان را اعضای القاعده و افراد تحت نفوذ مواد مخدر خواند و گفت کسی در لیبی مخالف او نیست. این در حالی‌ست که در پی تحریم‌های یک جانبه از سوی سوئیس، ایالات متحده آمریکا و پادشاهی متحده علیه لیبی، کشورهای عضو اتحادیه اروپا با اعمال یک سلسله تحریم علیه لیبی موافقت کردند که شامل تحریم تسلیحاتی و هم‌چنین مسدود کردن دارایی‌های سرهنگ قذافی و اعضای خانواده‌اش می‌شود. بی‌بی‌سی فارسی، دویچه‌وله فارسی، یورونیوز فارسی، فیلم مصاحبه کریستین امان‌پور با معمر قذافی از ABCنیوز
- جمهوری اسلامی ایران خواستار برخورد با گرافیست‌های المپیک لندن شد

کمیته ملی المپیک جمهوری اسلامی ایران با تهدید به کناره‌گیری از بازی‌های المپیک لندن، رسماً به لوگوی بازی‌های المپیک تابستانی لندن اعتراض کرده و خواستار حذف آن شده‌است. محمد علی‌آبادی رئیس کمیته ملی المپیک ایران مدعی‌ست که مدارکی در اختیار دارد که نشان می‌دهد که طراحان این لوگو، وابستگان به «سازمان‌های صهیونیستی و فراماسونری» هستند. وی هم‌چنین مدعی شد که لوگوی کنونی که نشان‌گر عدد ۲۰۱۲ است، با استفاده از عبارت zion (صهیون) طراحی شده‌است. رادیو فردا
- وزیر دفاع آلمان به علت «سرقت علمی» پایان‌نامه خود، استعفا داد

## ۱۱ اسفند ۱۳۸۹
- شیرین عبادی: روز زن، برای حقوق برابر به خیابان‌ها می‌رویم

شیرین عبادی، برنده جایزه صلح نوبل در آستانه فرا رسیدن روز جهانی زن با انتشار بیانیه‌ای اعلام کرد که زنان و مردانی که برای داشتن حقوق برابر مبارزه می‌کنند، در روز ۸ مارس (۱۷ اسفند) به خیابان‌ها خواهند آمد. برخی فعالان مدنی و سیاسی نیز پیش از این برای برگزاری تجمع‌های اعتراضی در سه شنبه‌های سال ۱۳۸۹ فراخوان داده بودند. ۱۰ اسفند ماه در اولین سه شنبه اعلام شده تجمعات پراکنده‌ای در تهران و برخی دیگر از شهرهای ایران شکل گرفت و دومین سه شنبه اعلام شده مصادف با روز ۸ مارس، روز جهانی زن است.رادیو زمانه
- صادق لاریجانی: گفتیم در صورت لزوم انتخابات را باطل می‌کنیم، نپذیرفتند

صادق لاریجانی رئیس قوه قضائیه روز چهارشنبه بار دیگر وقوع «تقلب» در انتخابات ریاست جمهوری سال ۸۸ را «دروغ بزرگی» دانست و افزود نظام جمهوری اسلامی پیشنهاد بازشماری برخی از صندوق‌ها و در صورت لزوم «ابطال انتخابات» را داده، اما معترضین نپذیرفته‌اند. همچنین وی، «هتاکی‌های» اخیر‌ صورت گرفته به برخی از مسئولان و خانواده‌ها را «ظلم» دانست و گفت افرادی خارج از چارچوب قانونی و شرعی اقدام می‌کنند که غیر قابل «تحمل» است. به نظر می‌رسد اشاره لاریجانی به فیلمی باشد که به تازگی در اینترنت منتشر شده که در آن چند تن از «لباس شخصی‌ها» در جنوب تهران با حمله به فائزه هاشمی رفسنجانی،‌ دختر آیت‌الله هاشمی رفسنجانی، و بستگانش، وی را با الفاظ بسیار رکیکی مورد خطاب قرار داده و شعارهایی علیه اکبر هاشمی رفسنجانی و میرحسن موسوی سر می‌دهند. رادیو فردا، رادیو زمانه
- اطلاعات سپاه: آمریکا در سال ۱۳۹۰ دنبـال کودتای مخملی در ایران است

حسین طائب، رییس سازمان اطلاعات سپاه پاسداران انقلاب اسلامی، آمریکا را به تصمیم برای «کودتای مخلمی» در سال ۱۳۹۰ متهم کرده و گفته است: :«برنامه آمریکایی‌ها برای سال ۹۰ این است که در فصل اول، تحریم را با موج‌های بعدی هدفمند کردن یارانه‌ها پیوند بزنند و یک موج اجتماعی ایجاد کنند. از سوی دیگر تهدیدات امنیتی و مشغول‌سازی امنیتی و انتظامی جمهوری اسلامی ایران را بیشتر کرده و با طرح سوژه آن‌ها را خسته کنند و در فصل چهارم (زمستان) سال ۹۰ کودتای مخملی ایجاد کنند.» طائب در ادامه تحلیل خود گفته است: «در کودتای مخملی هدف آن ها براندازی نظام جمهوری اسلامی ایران و ایجاد حکومتی است که بیشترین همکاری را با منافع آمریکا داشته باشد. آنها امیدوار بودند با حرکتی که در انتخابات انجام می‌دهند رفتار جمهوری اسلامی عوض شود.» رادیو فردا
- نیروهای قذافی به سمت شرق پیشروی کردند

به گزارش جان سیمپسون، سردبیر بخش جهانی بی‌بی‌سی، نیروهای وفادار به معمر قذافی، رهبر لیبی، با بیش از صد کاروان خودرو در جهت قلمروی تحت کنترل شورشیان در شرق این کشور در حرکتند و توانسته‌اند یک تاسیسات نفتی در شهر برقه را در دست بگیرند. سرهنگ قذافی در دو هفته ناآرامی و اعتراضات سراسری کنترل بخش بزرگی از لیبی را از دست داده‌است. بی‌بی‌سی فارسی
- افزایش بهای طلا و نفت خام در بازارهای جهانی

نگرانی از ادامه ناآرامی‌ها در لیبی و احتمال گسترش اعتراض‌های ضدحکومتی در سایر کشورهای خاورمیانه از جمله در ایران باعث افزایش بهای طلا و نفت خام در بازارهای جهانی شد. بهای هر اونس طلا در معاملات سه‌شنبه در بورس لندن با ۱۴ دلار افزایش در هر اونس به ۱۴۳۵ دلار و ۵۰ سنت رسید. هم‌چنین بهای نفت خام برنت در بورس لندن با بیشتر از ۴ درصد افزایش به ۱۱۶ دلار و ۴۶ سنت در هر بشکه رسید. بی‌بی‌سی فارسی
- آیساف: «ایران به طالبان در افغانستان کمک می‌کند»

## ۱۲ اسفند ۱۳۸۹
- اعتراض های کارگری در تبریز و تهران

گزارش ها از ایران حاکی از اعتراض کارگران مجتمع پتروشیمی تبریز و کارخانه لاستیک البرز تهران است. خبرگزاری ایلنا گزارش داده است که حدود ۱۸۰۰ کارگر پیمانکار مجتمع پتروشیمی تبریز که از سوی سازمان مدیریت صنعتی ایران به عنوان سومین شرکت بزرگ و برتر اقتصادی منطقه شمال غرب ایران شناخته میشود، به قراردادی نشدن خود از سوی مدیران این مجتمع دست به اعتراض زده‌اند و همچنین خواستار افزایش دستمزد متناسب با رشد تورم و افزایش قیمت کالاها و خدمات و برخورداری از امکانات رفاهی و بیمه شده‌اند. همچنین گزارش های رسیده از تهران حاکی است که اعتراضات کارگران کارخانه لاستیک البرز (کیان تایر) که روز دهم اسفند، همزمان با تجمع های مخالفان دولت در اعتراض به بازداشت یا حصر رهبران مخالفان آغاز شده بود، ادامه دارد. به گفته شاهدان عینی، گروهی از کارگران این کارخانه که ماه هاست حقوق دریافت نکرده اند، چند روزی است که با تجمع درون کارخانه، نصب پارچه نوشته های اعتراضی به نرده های بیرونی کارخانه، روشن کردن آتش و سر دادن شعار، اعتراض خود را نشان می دهند. رادیو فردا، بی بی سی فارسی
- فرزندان موسوی و رهنورد: تناقض‌گویی مسئولان به نگرانی‌هایمان افزوده است

دختران میرحسین موسوی و زهرا رهنورد شب گذشته بار دیگر به خانه پدری خود رفتند اما مأموران امنیتی آن‌ها را بازگرداندند. به گزارش تارنمای کلمه، با گذشت ۱۸ روز بی‌خبری از میرحسین موسوی، یکی از رهبران مخالفان دولت و همسرش زهرا رهنورد، فرزندان این دو، پس از چندبار سرکشی به خانه پدری، نامه‌ای خطاب به مردم ایران نوشتند. فرزندان موسوی و رهنورد به اظهارات مقامات قضایی مبنی بر این‌که این دو مخالف دولت زندانی نیستند و در خانه خود به‌سر‌می‌برند استناد کرده‌اند اما مأموران گفته‌اند «هر کسی گفته اشتباه گفته است، بروید دادگاه.» رادیو زمانه
- شکایت به سازمان ملل در رابطه با «ناپدید شدن» موسوی و کروبی

فدراسیون بین‌المللی جامعه‌های حقوق بشر (FIDH) و جامعه دفاع از حقوق بشر در ایران (LDDHI)، با انتشار بیانیه مشترکی اعلام کردند که در مورد «ناپدید شدن» میرحسین موسوی و مهدی کروبی به سازمان ملل شکایت خواهند برد. عبدالکریم لاهیجی، نایب رئیس فدراسیون بین‌المللی جامعه‌های حقوق بشر و رئیس جامعه دفاع از حقوق بشر در ایران، گفت: «ماه‌هاست که نیروهای امنیتی خانه‌های این چهار رهبر مخالف را محاصره کرده و تمام تماس‌های آن‌ها را زیر نظر داشته‌اند... ناپدید شدن آن‌ها مصداق آشکار ناپدید شدن قهری یا ناخواسته است. دولتمردان ایران مسئول حفظ جان آن‌ها هستند. ما این موضوع را به گروه تحقیق سازمان ملل برای ناپدیدشدن‌های قهری یا ناخواسته اطلاع داده و شکایتی در این باره نزد این گروه طرح خواهیم کرد.» در چند روز گذشته بازداشت رهبران مخالفان ایران، واکنش‌های جهانی را به همراه داشته است از جمله سازمان عفو بین‌الملل، سازمان گزارشگران بدون مرز، یرژی بوزک، رئیس لهستانی پارلمان اروپا، باربارا لوخبیلر، رئیس بخش ایران در این پارلمان، آنگلا مرکل، صدراعظم آلمان و دولت آمریکا خواهان آزادی «بی قید و شرط» آن‌ها شدند. رادیو زمانه
- اعتراض اصلاح طلبان به برخوردها با موسوی و کروبی

«مجمع مدرسین و محققین حوزه علمیه قم» با صدور بیانیه‌ای به برخورد با میرحسین موسوی و مهدی کروبی، رهبران مخالفان،اعتراض کرده است و  در بیانیه‌ای نوشته است: «کدام تحلیلگر هوشمند سیاسی کشف کرده‌است که همه مسئولان طراز اول انقلاب، اکثر اعضای شورای انقلاب، سران دولت‌های سه دهه نخست انقلاب، یاران نزدیک بنیانگذار انقلاب و... همه خائن وطن‌فروش، خودباخته یا فاسد بوده‌اند؟» مجمع نمایندگان ادوار مجلس شورای اسلامی نیز با صدور بیانیه‌ای خواستار اعتراض عمومی به «بازداشت» موسوی و کروبی شده و از مردم ایران خواسته‌است «به هر شیوه‌ای که می‌توانید اعتراض خود را به حاکمیت نشان دهید و اجازه ندهید حکومت در تعدی به حقوق شما و رهبران جنبش سبز و نمایندگانتان بیش از این جسارت به خرج دهد.» رادیو فردا، رادیو زمانه
- ناکامی حمله نیروهای قذافی به بندر نفتی بریقه و شهرهای اجدابیا و البریقه لیبی در کنترل مخالفان

مخالفان حکومت معمر قذافی در لیبی، حمله نیروهای دولتی به بندر بریقه در شمال شرق این کشور را دفع کرده و بار دیگر کنترل مراکز حساس آن‌را در دست گرفته‌اند. نیروهای وفادار به رهبر لیبی صحرگاه چهارشنبه به بریقه که دومین تاسیسات مهم نفتی لیبی در آن واقع است، حمله کردند و با مخالفان درگیر شدند. همچنین گفته شده است که با سقوط شهرهای اجدابیا و البریقه در روز چهارشنبه، شهرهای بزرگ شرق لیبی در کنترل مخالفان حکومت معمر قذافی قرار گرفتند. شهر البریقه تا صبح امروز در کنترل نیروهای وفادار به سرهنگ قذافی بود، اما اکنون در دست مخالفان است. به این ترتیب شهرهای طبرق، البیضا، بن غازی، راس النوف در شرق لیبی و مصراته، الزاویه و بن قردان در غرب لیبی در کنترل مخالفان است. شهرهای سرت، وازن، نالوت و طرالبس، پایتخت و مهم‌ترین شهر لیبی هنوز در کنترل نیروهای وفادرا به سرهنگ قذافی است. بی‌بی‌سی فارسی، یورونیوز فارسی
- نلی فورتادو پولی را که از خانواده قذافی گرفته، به خیریه می‌دهد

## ۱۳ اسفند ۱۳۸۹
- درخواست «شورای هماهنگی راه سبز امید» برای شرکت مردم در روز زن

«شورای هماهنگی راه سبز امید» که پس از بازداشت میرحسین موسوی و مهدی کروبی، دو تن از رهبران مخالفان دولت، مسئولیت سازمان‌دهی اعتراضات را بر عهده گرفته‌است، در بیانیه شماره پنج خود از مردم خواسته‌است تا از اعتراضات فعالان حقوق زنان در روز جهانی زن پشتیبانی کنند. به گزارش تارنمای کلمه، در این بیانیه از «حضور فعال زنان» در جنبش اعتراضی پس از انتخابات تجلیل شده و با یادآوری کشته شدن ندا آقا سلطان و تبدیل او به یکی از نمادهای اصلی این جنبش، به حضور زنان در تمام حرکت‌های مهم اعتراضی و تحمل عواقب آن توسط آنان اشاره شده‌است و از تبدیل شدن این حرکت‌ها به تجمع‌های اعتراضی نسبت به زندانی بودن زهرا رهنورد و فاطمه کروبی و همسران‌شان موسوی و کروبی، استقبال کرده‌است. رادیو زمانه، بی‌بی‌سی فارسی
- باراک اوباما خواهان کناره‌گیری قذافی از قدرت شد

باراک اوباما رئیس‌جمهوری ایالات متحده آمریکا در یک کنفرانس مشترک مطبوعاتی با فلیپی کالدیرون رئیس‌جمهور مکزیک در کاخ سفید گفت: «قذافی مشروعیت رهبری را از دست داده و ایالات متحده آمریکا و سایر کشورهای جهان از بکارگیری خشونت در سرکوب مردم لیبی توسط سرهنگ قذافی بسیار خشمگین هستند». العربیه فارسی
- مخالفان مذاکره با حکومت لیبی را رد کردند

## ۱۴ اسفند ۱۳۸۹
- هشدار یک فرمانده سپاه پاسداران در باره نتیجه انتخابات مجلس آینده

سالار آبنوش، فرمانده سپاه پاسداران صاحب الامر استان قزوین پنج شنبه شب در همایش ناظران شورای نگهبان هشدار داده‌است که اگر نتیجه انتخابات مجلس نتیجه‌ای نباشد که در راستای ارزش‌های ما باشد سال ۹۱، سالی بسیار خطرناک و حتی خونین خواهد بود... زیرا با هم می‌جنگیم و جریان انحراف سر در می‌آورد.» این فرمانده سپاه گفته که «باید مواظب باشیم این انقلاب به انحراف کشیده نشود» و افزوده‌است: «تا چند روز قبل وحشت مان از فتنه بود... ما گروهی داشتیم که با عناوین اصلاحات، دوم خرداد و فتنه که همه یکی بود و طرف مقابل ما بودند... همان فتنه در حال ائتلاف با جریان دیگری به نام انحراف است و ریشه هر دو دارد یکی می‌شود و در انتخابات آینده پیچیدگی و سختی از انتخابات قبلی بیشتر است.» وی با اشاره به «کسب رای با پرداخت پول» تاکید کرده‌است که «جریان انحراف پیچیده تر از فتنه‌است و با اسم ولایت، ارزش‌ها، امام زمان و انتظار جلو می‌آیند و نقاب شان، نقاب مهدویت است.» به نظر می‌رسد اشاره این فرمانده سپاه به «جریان انحراف»، طیف نزدیک به اسفندیار رحیم مشایی در جبهه اصولگرایان است که متهم به برنامه ریزی برای انتخابات مجلس و ریاست جمهوری از طریق پرداخت پول و ایجاد تشکیلات سیاسی است. رادیو فردا، رادیو زمانه
- حمایت آمریکا و سوئد از تعیین ناظر حقوق بشر برای ایران

به دنبال تلاش سوئد در شورای حقوق بشر برای تعیین ناظر حقوق بشر جهت بررسی نقض حقوق بشر در ایران، آمریکا ضمن استقبال از این پیشنهاد، اعلام کرد که ایالات متحده به شدت از این پیشنهاد سوئد حمایت می‌کند. ایلین داناهو، نماینده آمریکا در شورای حقوق بشر سازمان ملل روز جمعه در ژنو اعلام کرد که با توجه به «وضعیت حاد» ایران، این پیشنهاد سوئد با استقبال گسترده‌ای در شورای حقوق بشر روبرو شده‌است. در همین زمینه ناوی پیلای، کمیساریای عالی حقوق بشر سازمان ملل نیز اعلام کرده بود که ظاهرا به دنبال قیام‌های مردمی در کشورهای عربی، موجی از بازداشت‌های مخالفان و منتقدان دولت در ایران آغاز شده‌است. خبرگزاری رویترز گزارش می‌دهد که پیشنهاد مطرح شده از سوی سوئد مورد استقبال برخی از کشورهای عضو جنبش غیرمتعهدها، از جمله مالدیو و زامبیا نیز قرار گرفته‌است و این در حالی است که ۱۱۸ عضو این جنبش، که ایران نیز عضو آن است به طور معمول از یکدیگر انتقاد نمی‌کنند. با این وجود به گفته دیپلمات‌ها، به تصویب رسیدن این قطعنامه در مجمع حقوق بشر تا حدی دشوار خواهد بود، زیرا روسیه و چین به همراه کشورهای عضو این مجمع که در جنبش غیر متعهدها نیز حضور دارند همواره مخالف دخالت در امور داخلی کشورها هستند. رادیو فردا
- نبردهای خونین لیبی را فرا گرفت

با گسترش ناآرامی‌های سیاسی در لیبی، این کشور در آستانه «جنگ داخلی» قرار گرفته‌است. در برخی مناطق نبردهای خونینی میان مخالفان و نظامیان حامی معمر قذافی در جریان است. در این نبردها تاکنون صدها نفر کشته و زخمی شده‌اند. گزارش منابع خبری حاکی از آن است که نظامیان حامی سرهنگ قذافی شهر زاویه را به محاصره خود درآورده‌اند. زوایه در ۵۰ کلیومتری طرابلس قرار دارد و پیش از این صحنه تظاهرات گسترده ضدحکومتی بوده‌است. شدیدترین نبردها در بندر نفتی «راس لانوف» و برقیه رخ داد. به گفته مخالفان، «شهر و فرودگاه شهر به دست مردم» افتاده‌است و نیروهای سرهنگ قذافی مجبور به عقب‌نشینی شده‌اند. هم‌چنین در طرابلس، پلیس با گاز اشک‌آور و شلیک گلوله صدها تظاهرکننده را متفرق کرد. دویچه‌وله فارسی، یورونیوز فارسی، بی‌بی‌سی فارسی، نیویورک تایمز
- محسن هاشمی؛ مدیر عامل مترو تهران استعفا داد

## ۱۵ اسفند ۱۳۸۹
- قذافی: «ما با القاعده می‌جنگيم، چرا کمکی به ما نمی‌شود؟!»

درگيری نظامی نيروهای دولتی حکومت معمر قذافی و مخالفان آن در شهرهای مختلف ليبی به شدت ادامه دارد. در شهر زاويه نيروهای مخالف حکومت ليبی، حمله طرفداران معمر قذافی را دفع کرده‌اند. هم‌چنین با وجود حملات هوايی حکومت ليبی به شهر راس لانوف، اين شهر هم‌چنان در دست مخالفان است. اين در حالی است که «ال‌ليبيا»، تلويزيون دولتی ليبی اعلام کرده بود که اين دو شهر به دست طرفداران حکومت افتاده است. در همین حال، سرهنگ قذافی در مصاحبه با روزنامه فرانسوی لو ژورنال دو ديمانش مدعی شد که «من واقعأ تعجب می‌کنم که درک نمی‌شود اين جنگی عليه القاعده است. چرا اکنون که ما، در ليبی، با تروريسم می‌جنگيم کمکی به ما نمی‌شود؟» رادیو زمانه، بی‌بی‌سی فارسی
- انتقاد شدید موسوی اردبیلی از رفتار صورت گرفته در کشور

آیت الله عبدالکریم موسوی اردبیلی، از مراجع تقلید شیعه در قم، در بیانیه ای ضمن استقبال از قیام های ضدحکومتی در منطقه، از رفتارهای خلاف اخلاق در کشور تحت عنوان دفاع از اسلام و حکومت اسلامی ابراز نگرانی کرد. او در بیانیه خود که بر روی وب سایت رسمی او منتشر شد، گفت: «بر اساس هیچ یک از ضوابط شرعی، توهین و افترا به هیچ فرد و گروهی حتی در صورت اثبات جرم وی در محکمه عادله، جایز نمی باشد.» موسوی اردبیلی افزود: «حال آن که در شرایط امروز کشور، ناظر و شاهد تبدیل آن (افترا) به روندی عادی و فراگیر هستیم و هر شخص مسؤول و غیر مسؤولی به خود این اجازه را می دهد که بی پروا به هر فرد و گروهی که خواست اهانت کرده یا بدون این که جرم وی در دادگاه صالحه ثابت شده و مجازات آن تعیین گردیده باشد، وی را متهم کرده و پیشاپیش حکم آن را نیز صادر نماید و خود را از عواقب آن در امان می‌بیند.» وی هشدار داده که ادامهٔ وضعیت کنونی علاوه بر سلب اعتماد مردم به نظام و آشفتگی و هرج و مرج اجتماعی ممکن است موجب نزول بلای الهی نیز بشود.
 این بیانیه با انتقاد شدید روزنامه کیهان روبرو شده است و حسین شریعتمداری، مدیر این روزنامه در واکنش به این بیانیه، امروز یکشنبه ۱۵ اسفند در سرمقاله این روزنامه نوشته است: «سطر سطر بیانیه نشان می‌دهد که نگرانی و تأسف آقای موسوی اردبیلی از واکنش مردم و مسئولان نسبت به خیانت و جنایت سران وطن‌فروش و ضدانقلاب فتنه است و بیانیه در حمایت از آن‌ها نوشته شده است.» رادیو زمانه، بی بی سی فارسی، متن بیانیه در وب‌گاه رسمی موسوی اردبیلی
- فعالان جنبش زنان ایران: سه‌شنبه روز اعتراض است

## ۱۶ اسفند ۱۳۸۹
- ایران: استاکس‌نت ممکن است عوارض صنعتی زیادی ایجاد کند

یک مقام سپاه پاسداران انقلاب اسلامی ایران اذعان کرده که ویروس رایانه‌ای استاکس‌نت بر صنایع این کشور تاثیر مخربی گذاشته. وی با این‌حال مدعی شد‌ه  که «بخش‌های عمده‌ای» از ویروس استاکس‌نت کنترل و خنثی شده‌است. مقام‌های ایران پیش‌تر تایید کرده بودند که استاکس‌نت در تاسیسات اتمی مشکلاتی ایجاد کرده اما هم‌واره تاکید داشته‌اند که خطر این خرابکاری‌ها برطرف شده‌است. بی‌بی‌سی فارسی
- دولت تونس، سازمان پلیس مخفی این کشور را منحل کرد

دولت موقت جدیدی در تونس شکل گرفته‌است. این سومین دولت موقت در این کشور از زمان کناره‌گیری زین‌العابدین بن علی، رئیس‌جمهور فراری این کشور است. دولت موقت جدید در اولین اقدام، به انحلال پلیس مخفی این کشور دست زده‌است. این نهاد در زمان حکومت زین‌العابدین بن علی از قدرت فراوانی برخوردار بود و مسئول نقض حقوق بشر و آزار و اذیت مخالفان به شمار می‌رفت. بی‌بی‌سی فارسی
- درخواست اقدام دبیرکل سازمان ملل برای آزادی رهبران مخالفان ایران

شورای هماهنگی راه سبز امید، متشکل از چهره‌های نزدیک به میرحسین موسوی و مهدی کروبی، در نامه‌ای به دبیرکل سازمان ملل با اشاره به محدودیت‌های حکومتی برای رهبران مخالفان در ایران خواستار اقدامات لازم برای توقف نقض حقوق شهروندی رهبران مخالفان شده‌است. در نامه این شورا تصریح شده‌است که پس از فراخوان راهپیمایی ۲۵ بهمن در حمایت از قیام مردم تونس و مصر از سوی میرحسین موسوی و مهدی کروبی، «کلیه طرق ارتباطی این دو رهبر جنبش سبز مسدود شد و دولت با نقض کلیه حقوق شهروندی ارتباط این دو کاندیدای ریاست جمهوری ۲۰۰۹، و همسران آنها زهرا رهنورد و فاطمه کروبی را با جهان خارج قطع کرده، از ملاقات فرزندانشان با ایشان ممانعت به عمل آورده و عملاً آنها را زندانی کرده‌است.» در ادامه نامه آمده‌است که در مقابل اعتراض‌های مسالمت‌آمیز مخالفان، «حکومت با انسداد یا کنترل مجاری اطلاع‌رسانی آزاد، توقیف و سانسور مطبوعات مستقل و انحلال احزاب منتقد مبادرت به سرکوب شدید شهروندان معترض نمود. [به گونه‌ای که] حدود ۵۰ هزار نفر از زنان، جوانان، فعالان سیاسی، سران احزاب، و اعضای انجمن‌های غیردولتی صنفی قانونی بویژه انجمن‌های روزنامه‌نگاران، دانشجویان، معلمان و کارگران را با نقض آشکار قانون اساسی، قوانین کشور و موازین بین‌المللی حقوق بشر مندرج در میثاق حقوق مدنی و سیاسی که دولت ایران رسماً و قانوناً مکلف به رعایت آنها شده‌است، بازداشت و زندانی کرده‌اند.»  رادیو فردا
- آمانو: آژانس نمی‌تواند صلح آمیز بودن فعالیت‌های اتمی ایران را تایید کند

## ۱۷ اسفند ۱۳۸۹
- حمایت جامعه جهانی از برقراری منطقه ممنوعه پروازی در لیبی

اکمل‌الدین احسان اوغلی، دبیرکل سازمان کنفرانس اسلامی به نمایندگی از پنجاه و هفت عضو این نهاد، از برقراری «منطقه ممنوعه پروازی» در لیبی حمایت کرده، اما نسبت به دخالت مستقیم نظامی هشدار داده‌است. احسان اوغلی این سخنان را در نشست اضطراری این سازمان در عربستان سعودی بیان کرده‌است. کشورهای عربی حاشیه خلیج فارس نیز از برقراری چنین منطقه‌ای حمایت کرده و از شورای امنیت سازمان ملل متحد خواسته‌اند تا از جان شهروندان غیر نظامی لیبیایی حمایت کند. بی‌بی‌سی فارسی
- در ایران، آیت‌الله مهدوی کنی رئیس مجلس خبرگان شد

با کنار کشیدن اکبر هاشمی رفسنجانی از نامزدی ریاست مجلس خبرگان رهبری، محمدرضا مهدوی کنی با ۶۳ رأی موافق این مقام را به‌دست آورد. به گزارش خبرگزاری‌های ایران، امروز نهمین اجلاس خبرگان رهبری در دوره چهارم به ریاست هاشمی رفسنجانی آغاز به‌کار کرد. هاشمی رفسنجانی دلیل کناره‌گیری‌اش را «رفع اختلاف در این نهاد مقدس» خواند. وی در مورد قبول نامزدی ریاست مجلس خبرگان در انتخابات قبلی گفت با آیت‌الله مهدوی کنی و آیت‌الله محمد یزدی از جامعه روحانیت صحبت کرده و گفته بود که نامزد نخواهد شد. وی در ادامه از ملاقات خود با آیت‌الله علی خامنه‌ای، رهبر جمهوری اسلامی ایران و اصرار او بر پذیرفتن این مقام سخن گفت و توضیح داد که سرانجام نامزدی در انتخابات را پذیرفت اما «در آن انتخابات بداخلاقی‌هایی دیده شد». رادیو زمانه
- رفسنجانی: «مردم ایران به طور جدی دچار تفرقه شده‌اند»

اکبر هاشمی رفسنجانی که روز سه‌شنبه کرسی ریاست مجلس خبرگان رهبری را واگذار کرد، در سخنرانی افتتاحیه این مجلس گفت که مردم ایران به صورت جدی دچار تفرقه شده‌اند و تاکید کرد که «اصلاح جامعه با زور و تهدید صرف، امکان پذیر نیست». رفسنجانی مدعی‌شد که «اخلاق اسلامی» آسیب دیده و «وعده‌های دروغ‌ دادن، تخلف از وعده کردن، شعارهای بی‌محتوا دادن، فریب‌دادن، تهمت‌زدن» در ایران شایع شده‌است. او از افراد و نهادهایی که به گفته وی از «رهبری زیادی خرج می‌کنند» انتقاد کرده و گفته‌است: «مردم ما در اصل با ولایت فقیه مشکلی ندارند. خیلی‌ها می‌خواهند رهبری را در جریان کوچکی محبوس کنند...رهبری مال همه‌است. اگر کسی دستی از آستین بیرون بیاورد و وحدت جدی ایجاد کند، باز هم همان مقام رهبری است. ما می‌توانیم کمک کنیم، ولی در نهایت ایشان می‌توانند کار را انجام دهند.» رادیو فردا
- امام مسجدی در لندن اظهارات خود در مورد تکامل را پس گرفت

## ۱۸ اسفند ۱۳۸۹
- دادستان تهران: «موسوی و کروبی در منازل‌شان هستند»

عباس جعفری دولت‌آبادی، دادستان عمومی و انقلاب تهران، با تکذیب خبر بازداشت میرحسین موسوی و مهدی کروبی از رهبران مخالفان دولت ایران، حرکت اعتراضی مردم در این کشور را «مرتبط با کشورهای غربی» و «شکست‌خورده» توصیف کرد. وی هم‌چنین مدعی شد که جنبش سبز ایران وارد مرحله جدیدی شده و «شورش‌های خیابانی، حضور در خیابان‌ها، تضعیف نظام جمهوری اسلامی و افزایش هزینه‌های حقوق بشری علیه جمهوری اسلامی» را از مهم‌ترین ویژگی‌های این مرحله جدید توصیف کرد. دادستان تهران، بار دیگر مردم ایران را از شرکت در تظاهرات مخالف حکومت منع کرد و گفت: «امروز همه چیز روشن است، اگر کسی در تظاهرات ضدانقلابی شرکت کند، محکوم می‌شود و با وی برخورد قضایی خواهد شد». بی‌بی‌سی فارسی
- مجلس خبرگان رهبری ایران خواهان محاکمه رهبران مخالفان شد

## ۱۹ اسفند ۱۳۸۹
- رهبر جمهوری اسلامی: «انتظار همین رفتار را از هاشمی رفسنجانی داشتیم»

سید علی خامنه‌ای، رهبر نظام جمهوری اسلامی، در دیدار با اعضای مجلس خبرگان رهبری، «رفتارهای توهین‌آمیز» را «خلاف شرع» دانست و از اکبر هاشمی رفسنجانی قدردانی کرد. او گفت: «دشمنان جمهوری اسلامی انتظار داشتند میان خبرگان اختلاف به‌وجود آید، اما با تدبیر آنان این مسئله به سود جمهوری اسلامی تمام شد». خامنه‌ای با اشاره به رفتار هاشمی رفسنجانی در این‌باره افزود: «با توجه به سابقه عقل و احساس مسئولیتی که همیشه در ایشان دیده‌ایم، انتظار همین رفتار را داشتیم.» خامنه‌ای در بخش دیگری از سخنان خود به «رفتارهای خلاف اخلاق» در «بعضی نماز جمعه‌ها یا محیط‌های درس» اشاره کرد و آن‌را از عوامل تصعیف نظام جمهوری اسلامی ایران دانست و گفت: «فضای اهانت و هتک حرمت، مخالف اسلام، خلاف شرع و خلاف عقل سیاسی است و موجب خشم خداوند می‌شود... بیان صریح و شجاعانه عقاید باید به‌دور از هتک حرمت و اهانت و فحاشی باشد». رادیو زمانه
- «ناخشنودی سپاه از حوادث ۱۴ خرداد» از زبان جانشین فرمانده سازمان بسیج مستضعفین

سرتیپ علی فضلی، جانشین فرمانده سازمان بسیج مستضعفین، حوادث ۱۴ خرداد ۸۹ را «حادثه تلخ و غیرالهی» خواند. وی روز گذشته در نشست ستاد بزرگداشت درگذشت آیت‌الله خمینی، رهبر پیشین ایران گفت: «ما اظهار ناخشنودی خودمان را از جانب فرمانده سپاه و همه فرماندهان و اعضای سپاه از حادثه تلخ ۱۴ خرداد اعلام می‌کنیم. آن حادثه تلخ بود هیچ کس تأیید نمی‌کند؛ کار، کار غیر الهی بود که باید به صورت دقیق واکاوی شود.» این نخستین واکنش یک مقام رسمی سپاه پاسداران ایران درباره حوادث ۱۴ خرداد سال جاری است. در جریان مراسم بزرگداشت آیت‌الله خمینی در ۱۴ خرداد ۸۹، هواداران دولت به حسن خمینی، نوه رهبر پیشین جمهوری اسلامی، اجازه سخنرانی ندادند. همچنین در گزارش زنده‌ای که از تلویزیون دولتی ایران پخش شد، شماری از شرکت‌کنندگان در نماز جمعه با سردادن شعارهایی همچون «مرگ بر موسوی» و «نواده روح الله؛ سید حسن نصر الله»، مانع از سخنرانی حسن خمینی در آرامگاه آیت‌الله خمینی شدند. با این حال خبرگزاری فارس ۱۴ خردا د ۸۹ در گزارشی دلیل شعارهای پیاپی در هنگام سخنرانی حسن خمینی را «سکوت وی در فتنه‌های اخیر در برابر اقدامات فتنه‌گران در مقابله با آرمان‌های امام» عنوان کرده بود. رادیو زمانه
- شیرین عبادی: «موج اعتراض‌ها به سبک کشورهای عربی به زودی به ایران می‌رسد»

شیرین عبادی، برنده ایرانی جایزه صلح نوبل، ابراز اطمینان کرده‌است که به دلیل سرکوب شدید معترضان و نیز وضعیت اقتصادی «وخیم» در ایران، به زودی موج قیام‌های مردمی که چند کشور عربی را فراگرفته‌است، ایران را نیز در برخواهد گرفت. او افزوده‌است: «کوچکترین جرقه به انفجاری بزرگ (در ایران) منجر خواهد شد... پیش‌بینی این که چه زمانی این اتفاق روی می‌دهد و چه چیزی منجر به آن می‌شود، بسیار دشوار است. اما من با اطمینان می‌گویم که به دلیل وضعیت اقتصادی کنونی در ایران وقوع آن زیاد طول نمی‌کشد.» عبادی تاکید کرده‌است: «ما تلاش می‌کنیم، از این بابت اطمینان حاصل کنیم که هر آنچه که در ایران روی خواهد داد، بدون خونریزی باشد. ما نمی‌خواهیم، ایران به لیبی دیگری تبدیل شود. ما جنگ خیابانی و جنگ قومی نمی‌خواهیم.» رادیو فردا
- آسمان لیبی زیر نظارت ناتو قرار گرفت

## ۲۰ اسفند ۱۳۸۹
- زلزلهٔ ۸.۹ ریشتری ژاپن را لرزاند.

زلزله‌ای ۸.۹ ریشتری شرق ژاپن را در ۱۴:۴۶ بعد از ظهر لرزاند، در پی آن موج‌های سونامی با ارتفاعی بالغ بر ۴ متر شروع به حرکت به سمت این کشور کردند. برای بیست کشور دیگر نیز هشدار سونامی اعلام شده است. تا کنون تلفات این حادثه بیش از ۹۰ نفر اعلام شده است. پلیس توکیو گفته است که علاوه بر کشته‌شدگان اعلام شده، بیش از ۲۰۰ جسد شناور در آب، در سواحل سونامی زده شمال‌شرقی ژاپن دیده شده است. شهر سندای در شرق ژاپن تا کنون بیشترین خسارت را دیده‌است. ژاپن برای رعایت نکات ایمنی ۵ نیروگاه اتمی در شرق کشور را خاموش و از مدار خارج کرده است. بر اثر این زلزله در توکیو پالایشگاهی آتش گرفته‌است. البته مرکز لرزه‌نگاری آمریکا برای این زلزله ۸.۴ ریشتر را محاسبه کرده‌است.  ای‌پی فرانس ۲۴ سی‌ان‌ان سازمان نقشه‌برداری آمریکابی‌بی‌سی فارسی
- مقام اطلاعاتی آمریکا: «قذافی قصد رفتن ندارد»

جیمز کلاپر، رئیس اداره امنیت ملی ایالات متحده آمریکا، در گزارشی به کمیته نیروهای مسلح مجلس سنای ایالات متحده آمریکا گفت: «در دراز مدت، معمر قذافی ایستاده‌است. برخلاف گمانه‌زنی‌هایی که در رسانه‌ها مطرح شده، سرهنگ قذافی قصد کناره‌گیری ندارد». او با اشاره به برتری تسلیحاتی نیروهای حکومت گفت که «شورشیان در وضعیت بسیار دشواری قرار دارند». بی‌بی‌سی فارسی
- مردم مراکش خواست‌های خود را به پادشاه تحمیل کردند

محمد ششم، پادشاه مراکش اعلام اصلاحات سیاسی کرد. وی ازجمله تدوین قانون اساسی جدیدی که آزادی‌های سیاسی و فردی در آن تضمین شده‌اند را به مردم کشورش وعده داد. وی گفت، در آینده نه پادشاه بلکه این احزاب سیاسی هستند که سرنوشت سیاسی مراکش را رقم خواهند زد. دویچه‌وله فارسی
- سفارت لیبی در واشینگتن دی.سی. بسته شد

باراک اوباما، رئیس‌جمهور ایالات متحده آمریکا دستور تعطیلی سفارت لیبی در واشینگتن دی.سی. و هم‌چنین سفارت ایالات متحده آمریکا در طرابلس را صادر کرد، اما می‌گوید که آمریکا به طور کامل با لیبی قطع رابطه دیپلماتیک نکرده‌است. دولت آمریکا هم‌چنین اعلام کرده که اعضای سفارت‌خانه لیبی را دیگر به عنوان «دیپلمات» به رسمیت نمی‌شناسد. بی‌بی‌سی فارسی
- نخست‌وزیر بریتانیا: «جای ایران در المپیک خالی نخواهد بود»

## ۲۱ اسفند ۱۳۸۹
- باهنر: فتنه آینده از اصولگرایان می‌آید

محمدرضا باهنر، یکی از چهره‌های شاخص اصولگرایان می‌گوید که «فتنه» آینده از درون اصولگرایان می‌آید و جریانی است که حوزه‌های علمیه و «شریعت» را قبول ندارد. به گزارش خبرگزاری کار ایران (ایلنا)، وی با اشاره به اینکه این جریان در حال اوج‌گیری است، گفت: «این فتنه عظیم در حال شکل گیری است و بیان مکتب ایرانی و تفکر لیبرال در مسائل فرهنگی در همین راستا است.» به نظر می‌رسد اشاره باهنر به سخنان پیشین اسفندیار رحیم مشایی، معاون رئیس جمهور در رابطه با مکتب ایرانی است. این نماینده اصولگرای مجلس، با ادعای اینکه جریان اصلاح‌طلب با حمایت «کم و بیش» از مخالفان دولت، «طومار خود را درهم پیچید»، گفت: «تفکر اصلاح‌طلبی در برخی مواقع مخالفت با نظام و حتی زیر سوال بردن ایدئولوژی و اسلامی بودن نظام را در دستور کار خود داشته است.» رادیو زمانه
- نَشت مواد رادیواکتیو از یکی نیروگاه‌های هسته‌ای ژاپن

خبرگزاری‌های بین‌المللی خبر از نشت مواد رادیواکتیو از نیروگاه هسته‌ای فوکوشیما در شمال توکیو می‌دهند. مقام‌های هسته‌ای ژاپن می‌گویند سوخت نیروگاه ممکن است «در حال ذوب‌شدن» باشد. آژانس ایمنی هسته‌ای ژاپن می‌گوید در اطراف نیروگاه فوکوشیما عنصر رادیواکتیو سزیم یافت شده‌است که نشان‌گر آن است که سوخت هسته‌ای نیروگاه ممکن است آغاز به ذوب‌شدن کرده‌باشد. بی‌بی‌سی فارسی، رادیو فردا
- اعزام هزاران سرباز برای کمک به زلزله‌زدگان در ژاپن

در پی وقوع قوی‌ترین زلزله ثبت‌شده در تاریخ ژاپن، دولت این کشور یکی از بزرگ‌ترین عملیات امدادرسانی خود را به اجرا گذاشته‌است. زمین‌لرزه ۸٫۹ ریشتری جمعه بعدازظهر در نزدیکی سواحل شمال شرقی ژاپن و سونامی ناشی از آن تلفات و خرابی گسترده‌ای بر جا گذاشته‌است. گزارش‌ها بیان‌گر کشته‌شدن بیشتر از ۳۵۰ نفر و ناپدید شدن حداقل ۵۰۰ نفر است. بی‌بی‌سی فارسی، دویچه‌وله فارسی، یورونیوز فارسی
- ادامه پیشروی هواداران قذافی در شرق لیبی

## ۲۲ اسفند ۱۳۸۹
- نخست‌وزیر ژاپن: «با بدترین بحران از زمان جنگ جهانی دوم مواجه هستیم»

نائوتو کان، نخست‌وزیر ژاپن می‌گوید کشورش با بدترین بحران از زمان جنگ جهانی دوم مواجه‌است. نخست‌وزیر ژاپن نسبت به احتمال قطعی‌های گسترده برق در کشور هشدار داده‌است. نائوتو کان هم‌چنین نسبت به وضعیت نیروگاه هسته‌ای فوکوشیما ابراز نگرانی کرده‌است. بی‌بی‌سی فارسی
- «آسیب‌دیدگی جدی» در دومین راکتور نیروگاه اتمی فوکوشیما

دومین راکتور نیروگاه اتمی فوکوشیما در منطقه زلزله‌زده شمال ژاپن دچار «آسیب‌دیدگی جدی» شده‌است. مقام‌های ژاپنی می‌گویند که انفجار روز شنبه بر اثر ذوب‌شدن سوخت هسته‌ای در این راکتور، خساراتی را به بار آورده و احتمال بروز یک انفجار دیگر در رآکتور شماره ۲ وجود دارد. به گفته مسوولان این نیروگاه اتمی، فشار داخل راکتور شماره ۳ به خاطر از کار افتادن سیستم خنک‌کننده اضطراری به طور خطرناکی رو به افزایش است. نشت مواد رادیواکتیو، ژاپن را تهدید می‌کند بی‌بی‌سی فارسی، دویچه‌وله فارسی، یورونیوز فارسی
- اتحادیه عرب خواهان «منطقه پرواز ممنوع» بر فراز آسمان لیبی شد

اتحادیه عرب از شورای امنیت سازمان ملل متحد خواسته‌است که بر فراز آسمان لیبی، «منطقه پرواز ممنوع» اعلام کند. یوسف بن علوی، وزیر امور خارجه عمان، این خبر را در پایان نشست روز شنبه وزیران امور خارجه کشورهای عضو اتحادیه عرب در قاهره، پایتخت مصر اعلام کرد. اتحادیه عرب هم‌چنین عضویت لیبی در این سازمان را به حالت تعلیق درآورد و نمایندگان معمر قذافی را به جلسه کشورهای عضو این اتحادیه، راه نداد. تمام ۲۲ عضو این اتحادیه هم‌چنین تصمیم گرفتند تا تماس‌های رسمی با شورای ملی انتقالی لیبی که توسط مخالفان معمر قذافی تشکیل شده‌است را آغاز کنند. بی‌بی‌سی فارسی، الجزیره انگلیسی
- فرزندان موسوی و رهنورد: «پدر و مادرمان زندانی نیروهای مسلح‌اند»

با گذشت یک ماه از قطع روابط میرحسین موسوی و مهدی کروبی و همسران‌شان با دنیای خارج و انتشار اخبار متناقضی از زندانی‌شدن آن‌ها در زندان حشمتیه و سپس تکذیب این خبر، سرانجام روز شنبه (۱۲ مارس / ۲۱ اسفند) نامه‌ای از سوی فرزندان موسوی و رهنورد منتشر شد که روشن‌ترین گزارش از وضعیت آن‌ها در این مدت محسوب می‌شود. این در حالی است که از وضعیت مهدی کروبی و همسرش هیچ خبری در دست نیست. دویچه‌وله فارسی، بی‌بی‌سی فارسی
- اسرائیل در پاسخ به قتل خانواده یهودی، ۵۰۰ واحد مسکونی جدید در کرانه باختری می‌سازد

## ۲۳ اسفند ۱۳۸۹
- دومین انفجار در نیروگاه اتمی فوکوشیما

نیروگاه اتمی فوکوشیما در ژاپن که در اثر زمین‌لرزه و سونامی سندای دچار «آسیب‌دیدگی جدی» شده‌بود، در یک انفجار دیگر لرزید. مقام‌های ژاپنی می‌گویند که این نیروگاه در برابر این انفجار مقاومت کرده‌است. مقامات ژاپنی اعلام کرده‌اند که تکنسین‌ها مشغول تعمیر دستگاه‌های خنک‌کننده سه رآکتور نیروگاه اول فوکوشیما هستند. بی‌بی‌سی فارسی
- حمله مسلحانه به خواننده کردتبار ترکیه

افراد ناشناس در استانبول به سوی ابراهیم تاتلیسس، خواننده کردتبار ترکیه شلیک کرده و او را به شدت زخمی کرده‌اند. ابراهیم تاتلیسس که در یونان، کردستان عراق، ایران و بسیاری از کشورهای خاورمیانه شهرت دارد، یک‌شنبه شب هدف گلوله افراد مسلح ناشناش قرار گرفت. تی‌آرتی ،بی‌بی‌سی فارسی
- آمریکا برنامه شهرک‌‌سازی جدید اسرائیل را محکوم کرد

آمریکا به شدت به برنامه شهرک‌سازی جدید اسرائیل انتقاد کرد. اسرائیل اعلام کرده‌است که در واکنش به سلاخی‌شدن اعضای یک خانواده اسرائیلی در خانه‌شان در شهرک ایتامار توسط بریگاد الاقصی، شاخه‌ی مسلح سازمان حماس، این کشور مجوز صدور پانصد دستگاه خانه و آپارتمان جدید در کرانه غربی رود اردن را صادر خواهد کرد. سفارت ایالات متحده آمریکا در اورشلیم اعلام کرد که این «اقدام اسرائیل غیرقانونی است و سدی خواهد بود در برابر شروع مجدد گفت‌و‌گوهای صلح». دویچه‌وله فارسی
- نگرانی از «فاجعه انسانی» در بند زنان زندان رجایی‌شهر در ایران

## ۲۴ اسفند ۱۳۸۹
- خطر تشعشعات اتمی پس از سومین انفجار در نیروگاه هسته‌ای ژاپن

در ژاپن مقامات این کشور می‌گویند که میزان تشعشعات مواد رادیواکتیو از نیروگاه هسته‌ای فوکوشیما دائیچی به «سطح خطرناکی» رسیده‌است. این نیروگاه هسته‌ای در زمین‌لرزه و سونامی سندای و پس از آن در روز ۱۱ مارس به شدت آسیب دید. این هشدار مقامات ژاپنی پس از آن داده‌شد که سومین انفجار در در رآکتورشماره ۲ نیروگاه اتمی فوکوشیما ظرف چهار روز گذشته برای اولین بار به یکی از سیستم‌های حفاظت این نیروگاه خسارت وارد کرد. بی‌بی‌سی فارسی، دویچه‌وله فارسی
- انتقاد شدید دبیرکل سازمان ملل متحد از وضع حقوق بشر در ایران

سازمان ملل متحد روز دوشنبه در گزارشی که در ژنو منتشر شد اعلام کرد که ایران سرکوب مخالفان را شدت بخشیده، و بر اعدام زندانیان سیاسی و نوجوانان مجرم و قاچاقچیان مواد مخدر افزوده است. در  گزارش بان کی‌مون، دبیرکل سازمان ملل متحده، نسبت به اجرای احکامی چون شلاق، قطع عضو و سنگسار زنان و مردان ابراز نگرانی شده و آمده است که ایران همچنان به زندانی کردن روزنامه‌نگاران، وبلاگ‌نویسان و وکلا ادامه می‌دهد یا مانع از کار آنها می‌شود و گزارش‌های شکنجه و محاکمات ناعادلانه در این مورد فراوان است. بان کی‌مون، در گزارش خود به شورای حقوق بشر سازمان ملل در ژنو گفت: «دبیرکل از گزارش‌هایی که از افزایش اعدام، قطع عضو، دستگیری‌ها و بازداشت‌های خودسرانه، محاکمه‌های غیرمنصفانه و شکنجه احتمالی و بدرفتاری با فعالان حقوق بشر، وکلا، روزنامه‌نگاران و فعالان اپوزیسیون حکایت دارد، عمیقا نگران است.» رادیو فردا، بی‌بی‌سی فارسی
- نامه ۷۳ روشنفکر ایرانی و خارجی به بان کی‌مون: برای نجات موسوی و کروبی

هفتاد و سه تن از روشنفکران و فعالان سیاسی ایران و جهان روز دوشنبه با ارسال نامه‌ای به بان کی‌مون، دبیرکل سازمان ملل، خواستار «دخالت سریع سازمان ملل متحد» برای «نجات» میرحسین موسوی و مهدی کروبی، رهبران مخالفان دولت در ایران  به همراه زهرا رهنورد و فاطمه کروبی شدند. گزارش الحاقی به این نامه توسط شیرین عبادی، برنده جایزه صلح نوبل و عبدالکریم لاهیجی، نایب رئیس فدراسیون بین‌المللی حقوق بشر تهیه شده‌است و در میان امضاکنندگان این نامه، نام هاله افشار، داریوش آشوری، یرواند آبراهامیان، مهرداد درویش‌پور، علی میرسپاسی، حسن شریعتمداری و چند تن از استادان خارجی دانشگاه‌های دنیا دیده می‌شود. امضاکنندگان نامه ارسالی به دبیرکل سازمان ملل متحد در این باره می‌نویسند: «گرچه گزارش‌های متناقضی نشان می‌دهد که آنها ممکن است پس از بازجویی‌های فشرده توسط رهبری جمهوری اسلامی به خانه‌های خود بازگشته باشند، با این وجود رابطه آنها با خانواده‌های خود و با حامیان خود عملا قطع است و بر خلاف میل خویش در زندان به سر می‌برند.» رادیو فردا، بی بی سی فارسی
- تظاهرات چند هزار نفری در دمشق و حلب و آغاز انقلاب سوریه

## ۲۵ اسفند ۱۳۸۹
- تخلیه نیروگاه فوکوشیما در پی افزایش تشعشعات رادیواکتیو

دولت ژاپن اعلام کرده که کارکنان نیروگاه هسته‌ای فوکوشیما دائیچی را در پی افزایش میزان تشعشعات رادیواکتیو از آن خارج کرده‌است.
یوکیو ادانو، سخنگوی دولت ژاپن گفته‌است که تشعشات هسته‌ای به اندازه‌ای بالا رفته که برای کارکنان نیروگاه خطر جدی شده‌است. به گفته او، تشعشعات به حدود ۱۰۰۰  میلی‌سیورت رسید. حدود ۵۰ تکنسین تلاش می‌کردند با خنک‌کردن محفظه سوخت راکتورهای نیروگاه، از ذوب‌شدن سوخت هسته‌ای و بروز فاجعه‌ای اتمی جلوگیری کنند. بی‌بی‌سی فارسی، دویچه‌وله فارسی
- شعارهای سیاسی در مراسم چهارشنبه‌سوری در تهران

گزارش شاهدان عینی و ویدیوهای منتشر شده در اینترنت نشان می‌دهد که در بعضی نقاط تهران، شرکت‌کنندگان در مراسم چهارشنبه‌سوری شعارهایی بر علیه حکومت جمهوری اسلامی ایران سر داده‌اند. در یکی از این ویدیوهای منتشر شده، تصاویر مقامات عالی‌رتبه حکومت ایران توسط مردم به آتش کشیده می‌شود. بی‌بی‌سی فارسی
- کشتی حامل «سلاح های ایرانی» توسط اسرائیل متوقف شد

نیروی دریایی اسرائیل امروز سه‌شنبه (۱۵ مارس / ۲۴ اسفند) یک کشتی را که مبدا حرکت آن سوریه و مقصدش بندر اسکندریه در مصر بود، در ۳۲۰ کیلومتری مرز اسرائیل در دریای مدیترانه متوقف کرد. این کشتی با پرچم لیبریا حرکت می‌کرده است. بنیامین نتانیاهو، نخست‌وزیر اسرائیل، گفت که سلاح‌های کشف شده در کشتی متعلق به ایران است و قرار بوده این سلاح‌ها به دست سازمان فلسطینی حماس در نوار غزه برسد. دولت ایران اتهام مطرح‌شده را رد کرده‌است. دویچه‌وله فارسی، بی‌بی‌سی فارسی
- سازمان امنیت داخلی مصر منحل شد

منصور العیسوی، وزیر کشور مصر دستور انحلال سازمان امنیت داخلی مصر که مسئول نقض حقوق بشر مردم مصر برای چندین دهه شناخته می‌شود را صادر کرده‌است. این سازمان موسوم به «سرویس تحقیقات امنیت کشور» جای خود را به سازمان تازه‌تاسیس نیروی امنیت ملی خواهد داد. بی‌بی‌سی فارسی
- نام‌گذاری خیابانی در شهر پواتیه فرانسه به نام «شیرین عبادی»

يکی از خيابان‌های شهر پواتيه در فرانسه تغيير نام يافت و به نام شیرین عبادی، قعال حقوق بشر ایرانی و برنده جایزه صلح نوبل نام‌گذاری شد. شهر پواتیه در نزديکی پاريس واقع شده‌است و دومين شهر با اهميت دانشگاهی در اين کشور محسوب می‌شود. رادیو فردا
- اظهار نگرانی شدید امپراتور ژاپن از اوضاع آن کشور

## ۲۶ اسفند ۱۳۸۹
- انتقاد آمریکا از «خشونت علیه معترضان» در بحرین و «اوج تزویر» حکومت ایران

نیروهای امنیتی بحرین با آوردن تانک و بالگرد به صحنه‌ی درگیری‌های خیابانی تلاش کردند تا تظاهرکنندگان مخالف دولت را متفرق کنند. پلیس بحرین با برخورد بسیار خشن خود با معترضان بر تنش‌های منطقه‌ای افزوده است. در تظاهرات روز گذشته ۶ نفر در منامه کشته شدند. حوزه خلیج فارس به صحنه‌ی درگیری میان کشورهای سنی‌مذهب منطقه و دولت شیعی ایران بدل شده‌است. هیلاری کلینتون، وزیر امور خارجه آمریکا، از «خشونت دولت علیه معترضان» در بحرین انتقاد کرد و گفت «کشوهايی که به بحرين نيرو اعزام کرده‌اند، در مسير اشتباهی گام گذاشته‌اند». وی هم‌چنین موضع‌گیری‌های مقام‌های ایرانی در حمایت از معترضان در کشورهای عرب را «اوج تزویر» حکومت جمهوری اسلامی توصیف کرده‌است. دویچه‌وله فارسی، بی‌بی‌سی فارسی، رادیو فردا
- عملیات آب‌پاشی بر روی راکتورهای اتمی فوکوشیما

تلاش مسئولان نیروگاه هسته‌ای فوکوشیما دائیچی برای خُنک نگه‌داشتن میله‌های سوخت هسته‌ای و کاهش دمای راکتورهای شمارۀ سه و چهار این نیروگاه ادامه دارد. از صبح روز پنج‌شنبه، بالگردهای ارتش ژاپن به این منظور به کمک ۵۰ کارشناس فنی حاضر در این نیروگاه آمده و اقدام به پاشیدن آب سرد بر روی راکتورهای منفجر شدۀ این نیروگاه می‌کنند. یورونیوز فارسی، دویچه‌وله فارسی
- دادستان‌های ایتالیایی: «برلوسکونی ۱۳ بار برای آمیزش جنسی با یک روسپی ۱۷ ساله پول پرداخته بود»

دادستان‌های ایتالیایی مسئول در پرونده سیلویو برلوسکونی، مدعی‌شدند که نخست‌وزیر ایتالیا «۱۳ بار برای هم‌آغوشی با کریمه المحروق ملقب به «روبی» درحالی که ۱۷ سال داشته، پول پرداخته است. آن‌ها خواستار تنظیم ادعانامه علیه سه همکار نخست‌وزیر شده‌اند که به گفته‌ دادستان‌ها «برای او روسپی فراهم می‌کرده‌اند». سیلویو برلوسکونی که روز ۶ آوریل ۲۰۱۱ میلادی، در دادگاه محاکمه خواهد شد، ادعاهای تازه را «بی‌معنی» خوانده و اتهام «ارتباط جنسی با یک روسپی زیر سن‌ قانونی و سوءاستفاده از قدرت» را رد می‌کند. کریمه المحروق نیز هم‌خوابی با رهبر ایتالیا را تکذیب کرده‌است. بی‌بی‌سی فارسی
- محمدعلی کِلی خواستار آزادی دو آمریکایی زندانی در ایران شد

## ۲۷ اسفند ۱۳۸۹
- لیبی آتش‌بس نظامی اعلام کرد

دولت لیبی اعلام کرد فورا حملات نظامی خود را علیه مردم مخالف معمر قذافی متوقف می‌کند. اعلام آتش‌بس لیبی در واکنش به تصمیم بریتانیا مبنی بر انتقال جنگنده‌های نظامی آن کشور به پایگاه‌های هوایی در کنار دریای مدیترانه است، تا برای حمله به لیبی آماده شوند. دیوید کامرون، نخست‌وزیر بریتانیا، گفت به دنبال تصویب قطعنامه شورای امنیت سازمان ملل متحد علیه دولت لیبی که اجازه می‌دهد برای حفاظت از جان غیرنظامیان اهل لیبی، از تدابیر نظامی نیز استفاده شود، جنگنده‌ها، بمب‌افکن‌ها، هواپیماهای حامل تانک و هواپیماهای تجسسی بریتانیا آماده کارزار شده‌اند. نخست‌وزیر بریتانیا گفته‌است که «جنگنده‌های تورنادو و تایفون در عرض چند ساعت آینده آماده خواهند بود تا به عملیات دفاع از مردم لیبی در برابر حملات وحشیانه رژیم قذافی کمک کنند». بی‌بی‌سی فارسی
- شورای امنیت آسمان لیبی را «منطقه پرواز ممنوع» اعلام کرد

شورای امنیت سازمان ملل متحد پرواز هر نوع هواپیما بر فراز آسمان لیبی را ممنوع اعلام کرده و به کشورهای دیگر اجازه داده‌است که برای اجرای این منع، برقراری آتش‌بس و دفاع از غیرنظامیان «تمام تدابیر لازم» از جمله «گزینه نظامی» را اتخاذ کنند. این قطعنامه، دومین اقدام تنبیهی شورای امنیت بر علیه حکومت سرهنگ معمر قذافی پس از اعتراضات سراسری در لیبی است. قطعنامه ۱۹۷۳ شورای امنیت با ۱۰ رای موافق در برابر پنج رای ممتنع تصویب شد. روسیه،  چین و آلمان از جمله کشورهایی بودند که به این قطعنامه رای ممتنع دادند. بی‌بی‌سی فارسی، رادیو فردا
- اتصال کابل برق به نیروگاه فوکوشیما؛ امید به خُنک‌کردن راکتورها

## ۲۸ اسفند ۱۳۸۹
- نیروهای ائتلاف از ۱۰۷ پایگاه نظامی به لیبی حمله می‌کنند

در پی تصویب قطعنامه ۱۹۷۳ شورای امنیت سازمان ملل متحد مبنی بر ایجاد «منطقه پرواز ممنوع» در لیبی، کشورهای فرانسه، بریتانیا و ایالات متحده آمریکا اعلام کردند که برای اجرای قطعنامه شورای امنیت به این کشور حمله نظامی خواهند کرد. به این ترتیب، نیروهای ائتلاف از ۱۰۷ پایگاه نظامی ناتو در منطقه، به اهداف از پیش تعیین‌شده در لیبی حمله هوایی خواهند کرد. یورونیوز فارسی، نیویورک تایمز، گاردین
- باراک اوباما به معمر قذافی «اولتیماتوم» داد

باراک اوباما، رئیس‌جمهوری ایالات متحده آمریکا با اشاره به سرکوب شدید مخالفان توسط دولت لیبی گفت «معمر قذافی اعتماد مردم و مشروعیت رهبری را از دست داده است». باراک اوباما در سخنرانی خود گفت که در صورتی که معمر قذافی، رهبر لیبی به قطعنامه شورای امنیت سازمان ملل متحد عمل نکند، با اقدام نظامی مواجه خواهد شد. باراک اوباما هم‌چنین متذکر شد که قطعنامه ۱۹۷۳ شورای امنیت که خواهان آتش‌بس فوری در لیبی شده‌است، قابل چانه‌زنی نیست و باید به اجرا گذاشته شود. آمریکا، بریتانیا، فرانسه و کشورهای عضو اتحادیه عرب با انتشار بیانیه مشترکی خواستار توقف فوری حملات ارتش لیبی علیه مخالفان شدند. به خواسته آن‌ها «قذافی باید پیشروی نیروهایش به سوی بنغازی را متوقف کند، سربازانش را از شهرهای اجدابیا، مصراته و زاویه عقب بکشد و آب، برق و گاز را در همه مناطق دوباره وصل کند». بی‌بی‌سی فارسی، دویچه‌وله فارسی، یورونیوز فارسی، نیویورک تایمز
- تلویزیون لیبی: بازگشت وزیر سابق کشور به منصب خود

## ۲۹ اسفند ۱۳۸۹
- حملات هوایی ائتلاف بین‌المللی به لیبی آغاز شد

1. ↑  https://www.nytimes.com/2013/02/09/world/middleeast/a-faceless-teenage-refugee-who-helped-ignite-syrias-war.html